# Yakitori

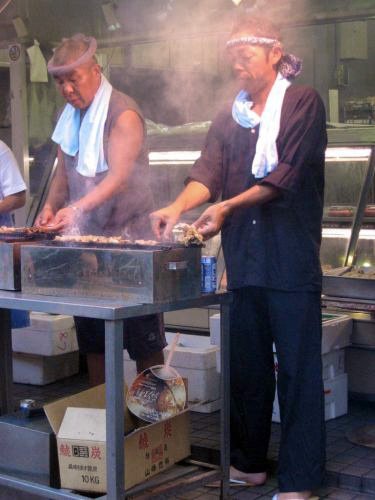
Yakitoristånd i Yukigaya, Tokyo 2003

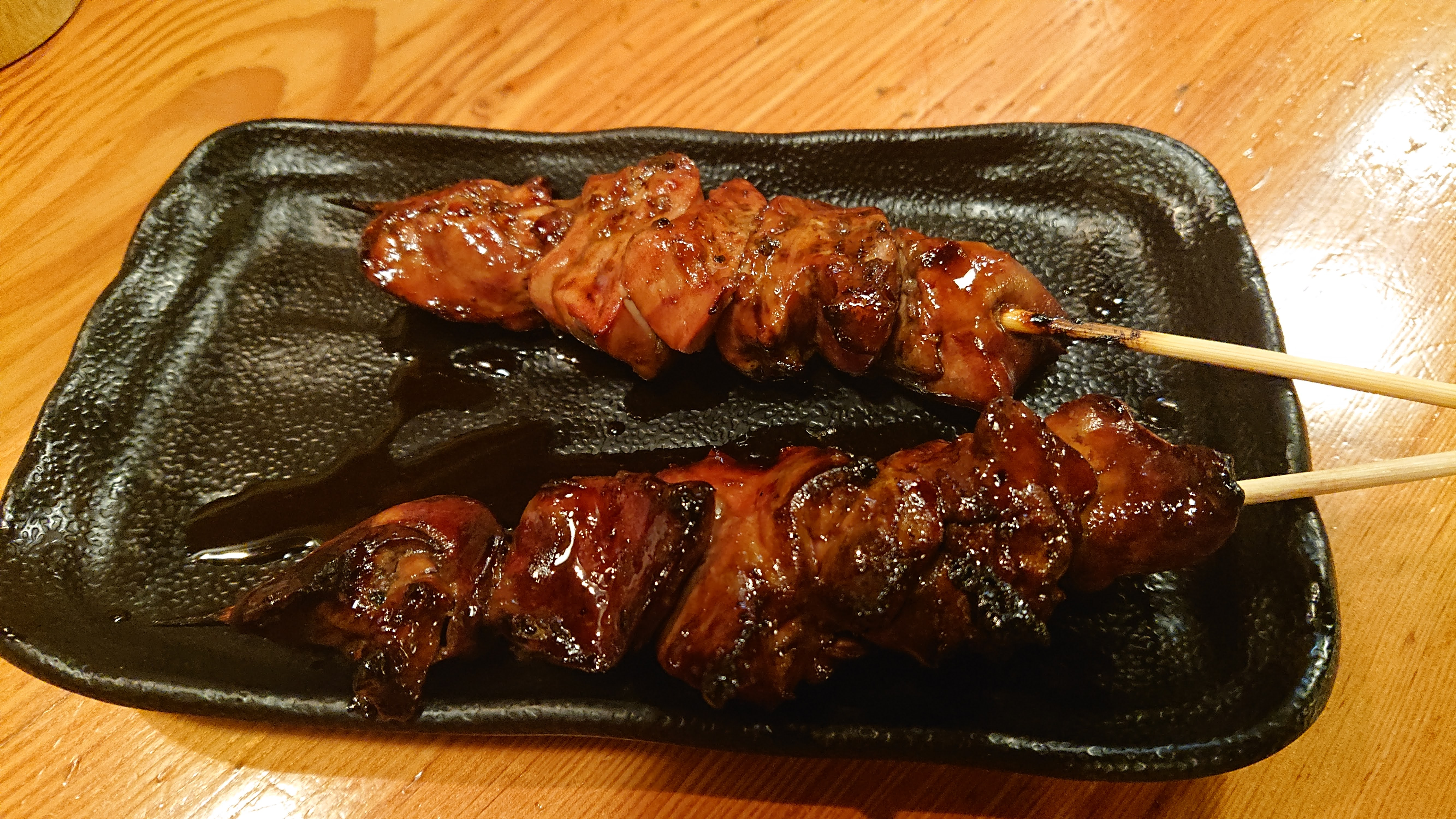

Yakitori (焼き鳥, やきとり), "stekt fågel", är en japansk maträtt som består av grillad kyckling uppförd på spett. Yakitori är fast food och kan, förutom kyckling, också innehålla inälvor.
Traditionellt består en yakitori endast av olika delar av kyckling och grönsaker, men numera kan yakitori användas för att referera till biff, fläsk, fisk, skaldjur eller till och med grönsaker, så länge de är uppförda på spett. Yakitori serveras vanligtvis med en sås baserad på salt eller vicker, i det senare fallet tillsammans med mirin (söt sake), sojasås och socker.